# Fornicia clathrata
Fornicia clathrata är en stekelart som beskrevs av Gaspard Auguste Brullé 1846. Fornicia clathrata ingår i släktet Fornicia och familjen bracksteklar. Inga underarter finns listade i Catalogue of Life.